# John Chase (jégkorongozó)
John Pierce Chase (Milton, Massachusetts, 1906. június 12. –  Salem, Massachusetts, 1994. április 1.) olimpiai ezüstérmes amerikai             jégkorongozó, baseballjátékos, edző.
A Harvard Egyetemen játszott, majd utána maradt az amatőr szinten és több bostoni klubban volt játékos. Az 1932. évi téli olimpiai játékokon, a jégkorongtornán, Lake Placidban, játszott a amerikai jégkorong-válogatottban, mint csapatkapitány. Csak négy csapat indult. Oda-visszavágós rendszer volt. A kanadaiaktól kikaptak 2–1-re, majd 2–2-es döntetlent játszottak. A németeket 7–0-ra és 8–0-ra győzték le, végül a lengyeleket 5–0-ra és 4–1-re verték. Ez az olimpia világbajnokságnak is számított, így világbajnoki ezüstérmesek is lettek. Mind a 6 mérkőzésen játszott és 4 gólt ütött.
1941 és 1951 között a Harvard jégkorongcsapatának edzője lett. Utána sikeres befektetés tanácsadóként dolgozott és saját cégét vezette.
1973-ban beválasztották az Amerikai Jégkorong Hírességek Csarnokába.